# Koléa
Koléa (în arabă القليعة) este o comună din provincia Tipaza, Algeria.
Populația comunei este de 54.401 locuitori (2008).